# Helene Lundström
Helene Lundström, född 18 juni 1975 i Malmö, är en svensk röstskådespelare, sångare och låtskrivare.
Hon har medverkat i Disneyfilmer som Pocahontas, Pocahontas 2: Resan till en annan värld. I dessa gör hon rösten till huvudkaraktären Pocahontas i både sång och tal.
Lundström bor i USA.

## Diskografi (i urval)
- Den lilla sjöjungfrun: "To the Edge to the Edge of the Sea"
- Den lilla sjöjungfrun: "Sing a New Song"
- Den lilla sjöjungfrun: "Just a Little Love"
- Den lilla sjöjungfrun: "I harmoni"
- Den lilla sjöjungfrun: "Never Give Up"
- Den lilla sjöjungfrun: "Daring to Dance"
- Pocahontas: "Färger i en vind"
- Pocahontas 2: Resan till en annan värld: "Vart skall jag gå någonstans?"